# Juan Manuel Gómez Antognazza
Juan Manuel Gómez Antognazza (Montevideo, Uruguay - 13 de abril de 1988) es un actor y activista uruguayo. 

## Trayectoria
Realizó estudios universitarios de teatro en la Escuela de Actuación de Montevideo (EAM) y en el Instituto de Actuación de Montevideo (IAM), egresando en 2009.
También ha realizado estudios de canto, baile, circo, acrobacia, comedia musical e interpretación ante cámaras en diferentes espacios culturales (Casa de la Cultura de San José de Carrasco, Escuela de Comedia Musical, Escuela de Baile Urbano, El Galpón de Agraciada, Escuela de Cine Uruguaya).
Entre sus principales profesores se encuentran: Luis Trochón, Bernardo Trias, Sara Sabah, Gabriela Iribarren, María Mendive, Juan Antonio Saraví, Marisa Betancur, Elena Zuasti, Pinocho Routin, Betina Mondino, Luis Vidal, Sergio Miranda, Tabaré Rivero, Luis Elbert y Gabriel Calderón.
Debutó en 2006 en "Rescatate", de Gustavo Bouzas, con dirección de Rubén Coletto. 
En teatro, trabajó en "Bu, nadie tiene miedo" (2008), "La China" (2008), "El jardín de la risa" (2008/09), "Pulguitas de colores" (2008/9), "Hamlet" (2009), "Trío" (2012/13).
En televisión,  trabajó en el unitario "Adicciones" de Canal 12 de Uruguay.
En cine, participó en "Preámbulo" de la Escuela Nacional de Cine de Uruuguay (ECU), "El fin de algo" de la Universidad Católica del Uruguay, "Blindness".
Protagonizó el videoclip "Cuando llora la esperanza" del líder de "Canto popular uruguayo" Pablo Estramin y el comercial "Todos podemos pedir ayuda, todos podemos ayudar”, acreedor de diversos premios y formando parte de la campaña contra el consumo de drogas producida por el Gobierno de la República Oriental del Uruguay.
Durante varios años fue la cara visible en distintos medios masivo de comunicación de las Fiestas Anuales Uruguayas “No te duermas”.[cita requerida]

## Activismo
Por su condición de  seropositivo formó parte de la Red Argentina de Jóvenes y Adolescentes Positivos (RAJAP).
Inspirado en RAJAP, en 2016 junto a Sebastián Caraballo y Frances Bozoglian crearon  la Red Uruguaya de Jóvenes y Adolescentes Positivos (RUJAP).

## Premios
En 2006 ganó el Premio Joven Sobresaliente  en Uruguay.
En 2007 obtuvo el Premio como "Actor destacado" en el Festival de Cortos de Cinemateca 2007 de Uruguay por su protagónico en "Preámbulo".
En 2008 recibió el Premio Mejor Actor Joven y Revelación en el "Ciclo de Teatro Joven", organizado por la Intendencia de Montevideo, Uruguay, por su papel en "Bu, nadie tiene miedo".
ado en RAJAP, en 2016 junto a Sebastián Caraballo y Frances Bozoglian crearon  la Red Uruguaya de Jóvenes y Adolescentes Positivos (RUJAP).